# Lavorazione mineraria

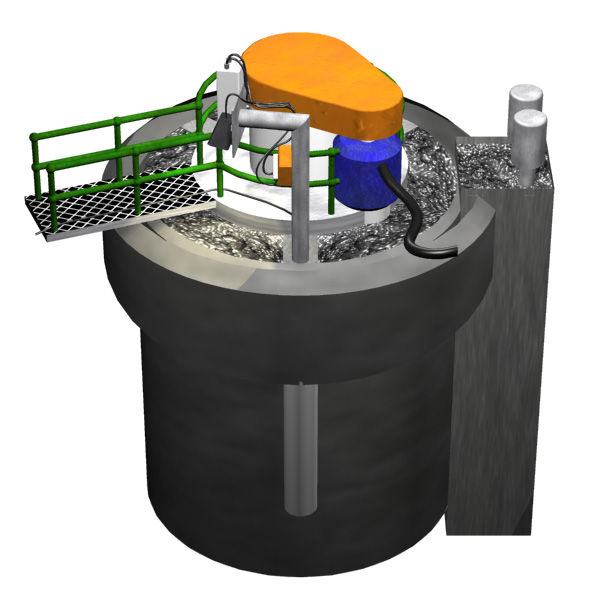
Cella di flottazione

La lavorazione mineraria, altrimenti conosciuta come utilizzo minerario, è l'insieme delle tecniche di trattamento per estrarre minerali di valore dalle rocce provenienti dai giacimenti.
Le lavorazioni di trattamento dell'industria mineraria uniscono diverse operazioni settoriali per liberare, concentrare e classificare i minerali utilizzando proprietà e processi fisico-chimici.
Molti impianti incorporano anche procedimenti idrometallurgici o priometallurgici come parte di un'operazione metallurgica estrattiva. Il procedimento minerario riguarda la manipolazione di pezzature dalle dimensioni di una particella tramite frantumazione e macinazione delle rocce. Unita ad operazioni settoriali di classificazione delle pezzature, quest'area è definita comminuzione. Ulteriori aree operative del trattamento minerario sono la flottazione, la concentrazione del peso, la separazione elettrostatica e la separazione magnetica. 

## Comminuzione
Per comminuzione si intende l'insieme delle operazioni aventi lo
scopo di realizzare una riduzione dimensionale dei corpi solidi di una certa dimensione. Fanno perciò parte della comminuzione i processi di frantumazione (fino all'ordine del
millimetro) e macinazione (fino all'ordine del micron). I procedimenti di frantumazione e di macinazione vengono utilizzati in combinazione con i procedimenti di classificazione.

## Classificazione
Le particelle fini e rozze vengono separate utilizzando schermi statici o di sconvolgimento, gas cicloni, idrocicloni, vagli rotativi o classificatori fluidificati.

## Flottazione

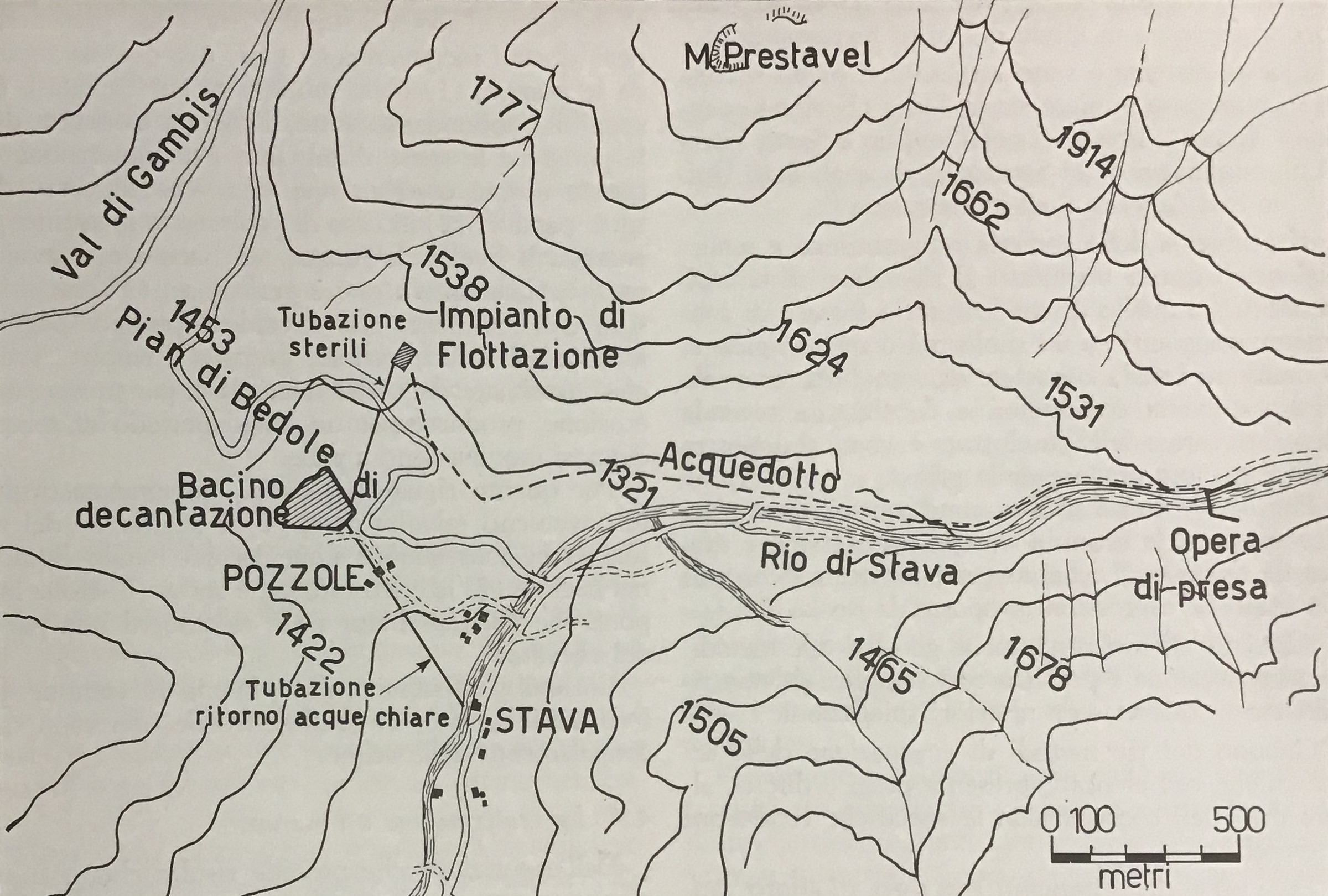
Mappa dell'impianto di trattamento minerario Montecatini-Montedison di Prestavel (Trento)

La flottazione si ottiene quando delle particelle vengono separate in base al loro potenziale di superficie. Le particelle idrofobiche vengono riportate in superficie tramite bolle, mentre le particelle idrofiliche vengono scaricate tramite canali di scarto e depositate in un bacino di decantazione. 
Alcune particelle minerarie sono naturalmente idrofobe, mentre altre richiedono addizioni di reagenti specifici per cambiare il loro potenziale di superficie. In questo caso si parla di froth flotation o flottazione con schiuma, ambito della chimica mineralogica. 
I giacimenti di ossido, come di spodumene e di tantalite, possono essere trattati usando acido ossalico installato sui collettori. I giacimenti di solfato possono essere bonificati usando collettori di tipologie, come xantato o ditiofosfato.

## Concentrazione del peso
Le particelle possono essere classificate in base al loro peso specifico. I procedimenti di concentrazione del peso comprendono:  
- Separazione tramite mezzi pesanti o densi
- Tavole di scuotimento, come il tavolo wilfely
- Spirali
- Concentratori per coppe centrifughe
- Concentratori per alesatrici

## Separazione elettrostatica
Le particelle che non conducono mantengono una carica elettrostatica indotta elettricamente e rimangono perciò attaccate ad un tamburo carico. Le particelle che conducono non mantengono la carica elettrostatica e quindi cadono dal tamburo, in questo modo si possono separare minerali quali l'ilmenite e il rutilo.

## Separazione magnetica
I minerali quali la magnetite e la pirrotite sono naturalmente magnetici e quindi possono essere separati da particelle non magnetiche utilizzando magneti duri.